# Nabłonek migawkowy
Nabłonek migawkowy, nabłonek rzęskowy, nabłonek orzęsiony – typ nabłonka, którego komórki wyposażone są w wici lub rzęski ułatwiające transport substancji po powierzchni nabłonka. Występuje na powierzchni ciała wirków, mięczaków i larw wielu typów, w jamie płaszczowej mięczaków, w szczelinach skrzelowych wielu bezkręgowców oraz w drogach oddechowych i rodnych wielu kręgowców. Nie występuje u nicieni i stawonogów. W zależności od liczby rzęsek przypadających na komórkę wydziela się nabłonek jednorzęskowy i wielorzęskowy.
Skoordynowane ruchy rzęsek przesuwające m.in. zanieczyszczenia w drogach oddechowych, a także komórki jajowe w jajowodach ssaków nazywają się falami migawkowymi.

## Funkcje
W układzie oddechowym:
- Wychwytuje zanieczyszczenia we wdychanym powietrzu.
- Umożliwia transport zanieczyszczeń w kierunku jamy nosowej lub na zewnątrz układu.

W układzie rozrodczym kobiety:
- Ułatwia komórce jajowej przemieszczenie się do macicy.